# Jurij Biłonoh
Jurij Biłonoh (ukr. Юрій Григорович Білоног; ur. 9 marca 1974 w Białopolu) – ukraiński lekkoatleta, kulomiot.
Trzy razy startował w igrzyskach olimpijskich (w latach 2000-2008) zdobywając podczas zawodów w Atenach złoty medal – odebrany decyzją MKOl 5 grudnia 2012. Halowy mistrz świata oraz mistrz Europy ze stadionu. Swoją karierę rozpoczął od zdobycia złotego krążka na mistrzostwach świata juniorów w roku 1992. Ma w kolekcji trzy medale – w tym dwa złote – uniwersjady. Wielokrotny reprezentant Ukrainy oraz medalista mistrzostw kraju, także w rzucie dyskiem. Aktualny rekordzista Ukrainy w pchnięciu kulą.
W styczniu 2010 ogłosił zakończenie kariery sportowej.
Z powodu wykrycia u niego dopingu na igrzyskach w 2004 anulowano wszystkie rezultaty Ukraińca uzyskane między 18 sierpnia 2004 a 17 sierpnia 2006 oraz nałożono karę dwuletniej dyskwalifikacji (do 26 marca 2015).

## Osiągnięcia
| Rok  | Impreza                             | Miejsce       | Pozycja                      | Wynik   |
| ---- | ----------------------------------- | ------------- | ---------------------------- | ------- |
| 1992 | Mistrzostwa świata juniorów         | Seul          | 1. miejsce                   | 18,46   |
| 1993 | Mistrzostwa Europy juniorów         | San Sebastián | 4. miejsce                   | 17,74   |
| 1995 | Halowe mistrzostwa świata           | Barcelona     | 5. miejsce                   | 19,74   |
| 1995 | Uniwersjada                         | Fukuoka       | 1. miejsce                   | 19,70   |
| 1996 | Halowe mistrzostwa Europy           | Sztokholm     | el. – 13. miejsce            | 18,72   |
| 1997 | Halowe mistrzostwa świata           | Paryż         | 1. miejsce                   | 21,02   |
| 1997 | Mistrzostwa świata                  | Ateny         | 4. miejsce                   | 20,26   |
| 1997 | Uniwersjada                         | Sycylia       | 1. miejsce                   | 20,34   |
| 1998 | Halowe mistrzostwa Europy           | Walencja      | el. – 14. miejsce            | 18,69   |
| 1998 | Mistrzostwa Europy                  | Budapeszt     | 3. miejsce                   | 20,92   |
| 1998 | Igrzyska Dobrej Woli                | Nowy Jork     | 4. miejsce                   | 20,26   |
| 1999 | Halowe mistrzostwa świata           | Maebashi      | 3. miejsce                   | 20,89   |
| 1999 | Mistrzostwa świata                  | Sewilla       | 5. miejsce                   | 20,60   |
| 2000 | Igrzyska olimpijskie                | Sydney        | 5. miejsce                   | 20,84   |
| 2000 | Finał Grand Prix IAAF               | Doha          | 4. miejsce                   | 20,76   |
| 2001 | Halowe mistrzostwa świata           | Lizbona       | 8. miejsce                   | 19,71   |
| 2001 | Mistrzostwa świata                  | Edmonton      | 6. miejsce                   | 20,83   |
| 2001 | Uniwersjada                         | Pekin         | 2. miejsce                   | 20,16   |
| 2002 | Superliga pucharu Europy            | Annecy        | 1. miejsce                   | 20,55   |
| 2002 | Mistrzostwa Europy                  | Monachium     | 1. miejsce                   | 21,37   |
| 2002 | Puchar świata                       | Madryt        | 5. miejsce                   | 19,88   |
| 2003 | Halowe mistrzostwa świata           | Birmingham    | 3. miejsce                   | 21,13   |
| 2003 | Mistrzostwa świata                  | Paryż         | 3. miejsce                   | 21,10   |
| 2003 | Światowy finał lekkoatletyczny IAAF | Monako        | 2. miejsce                   | 20,53   |
| 2004 | Halowe mistrzostwa świata           | Budapeszt     | 8. miejsce                   | 20,26   |
| 2004 | Igrzyska olimpijskie                | Ateny         | dyskwalifikacja (1. miejsce) | (21,16) |
| 2004 | Światowy finał lekkoatletyczny IAAF | Monako        | dyskwalifikacja (8. miejsce) | 19,47   |
| 2005 | Mistrzostwa świata                  | Helsinki      | dyskwalifikacja (4. miejsce) | (20,89) |
| 2005 | Światowy finał lekkoatletyczny IAAF | Monako        | dyskwalifikacja (6. miejsce) | (20,04) |
| 2006 | Mistrzostwa Europy                  | Göteborg      | dyskwalifikacja (6. miejsce) | (20,32) |
| 2006 | Superliga pucharu Europy            | Malaga        | dyskwalifikacja (5. miejsce) | (20,15) |
| 2007 | Zimowy puchar Europy w rzutach      | Jałta         | 1. miejsce                   | 19,95   |
| 2008 | Halowe mistrzostwa świata           | Walencja      | el. – 17. miejsce            | 19,02   |
| 2008 | Igrzyska olimpijskie                | Pekin         | 6. miejsce                   | 20,63   |

## Rekordy życiowe
| Konkurencja           | Wynik | Data           | Miejsce | Uwagi          |
| --------------------- | ----- | -------------- | ------- | -------------- |
| pchnięcie kulą        | 21,81 | 3 lipca 2003   | Kijów   | rekord Ukrainy |
| rzut dyskiem          | 65,53 | 26 maja 2003   | Kijów   |                |
| pchnięcie kulą (hala) | 21,46 | 21 lutego 2003 | Sumy    |                |